# Texenna
Texenna là một đô thị thuộc tỉnh Jijel, Algérie. Dân số thời điểm năm 2002 là 14.974 người.